# У пошуках Бабеля
«У пошуках Бабеля» (англ. «Finding Babel»‎‎) — міжнародно-спродюсований документальний фільм, знятий Девідом Новаком. Прем'єра стрічки в Україні відбулась 29 жовтня 2015 року на Карловарському міжнародному кінофестивалі, а в Україні — 20 липня 2016 року на Київському міжнародному кінофестивалі «Молодість». Фільм розповідає про онука письменника Ісаака Бабеля, який подорожує місцями, пов'язаними з біографією його діда.

## У ролях
- Лев Шрайбер — Ісаак Бабель

## Визнання
| Нагороди та номінації фільму «У пошуках Бабеля» | Нагороди та номінації фільму «У пошуках Бабеля» | Нагороди та номінації фільму «У пошуках Бабеля» | Нагороди та номінації фільму «У пошуках Бабеля» | Нагороди та номінації фільму «У пошуках Бабеля» | Нагороди та номінації фільму «У пошуках Бабеля» |
| Рік                                             | Кінопремія / Кінофестиваль                      | Категорія / Нагорода                            | Номінант                                        | Результат                                       |                                                 |
| ----------------------------------------------- | ----------------------------------------------- | ----------------------------------------------- | ----------------------------------------------- | ----------------------------------------------- | ----------------------------------------------- |
| 2016                                            | Сієтлський міжнародний кінофестиваль            | Найкращий документальний фільм                  | «У пошуках Бабеля»                              | Номінація                                       |                                                 |